# 巴黎合伙人
《巴黎合伙人》（英语：The Chinese Beauty Shop），是由湖南卫视、芒果TV推出的一档青春合伙人开店创业真人秀。节目邀请6位青春合伙人，空降世界时尚心脏-法国巴黎16天时间，从零创业、苦心经营一家汇聚中国品牌的东方美学快闪店，共同助力国货出海，让中国之美为世界所见。2025年8月14日起，每周四18:00于芒果TV，22:00于湖南卫视播出。

## 节目成员
尚雯婕，张予曦，李佳琦，毕雯珺，赵昭仪，颜安。

## 节目内容
| 级数 | 名称                                        | 首播时间      |
| ---- | ------------------------------------------- | ------------- |
| 1    | 毕雯珺张予曦合体“搞事业” 颜安赵昭仪最佳损友 | 2025年8月14日 |

1. ↑  夏岩. . 2025-08-11 （中文）.
2. ↑  . 微信公众平台.   [2025-08-16].
3. ↑  . YouTube.   [2025-08-16] （中文（中国大陆））.